# Kemukten
Kemukten is een bestuurslaag in het regentschap Brebes van de provincie Midden-Java, Indonesië. Kemukten telt 4423 inwoners (volkstelling 2010).